# Alfred François Guès
Alfred Eugène François Tibulle Guès, né le 13 juin 1833 à Montargis (Loiret), et mort à Paris 7e le 23 juin 1915, est un peintre de genre français.

## Biographie
Alfred François Guès est né à Montargis, fils de Pierre-Joseph Guès, ancien vice-consul de France au Levant, et de Marie d’Hermange ,.
Il reçoit une formation artistique sous la direction de Charles Gleyre et expose au Salon de Paris de 1863 à 1881 ,

## Œuvre

Œuvres attribuées à Alfred François Guès
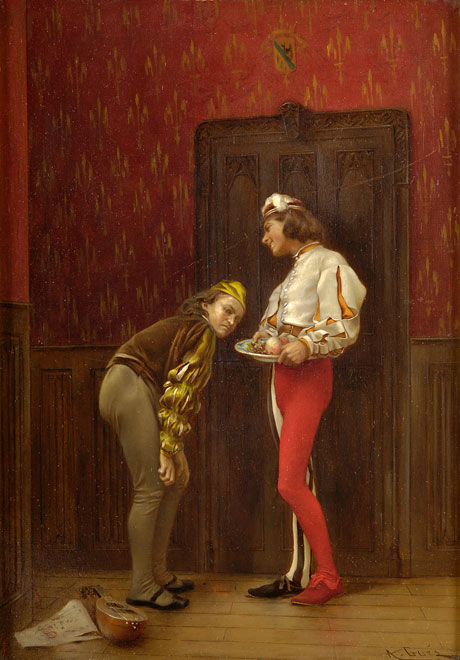
Les Pages indiscrets
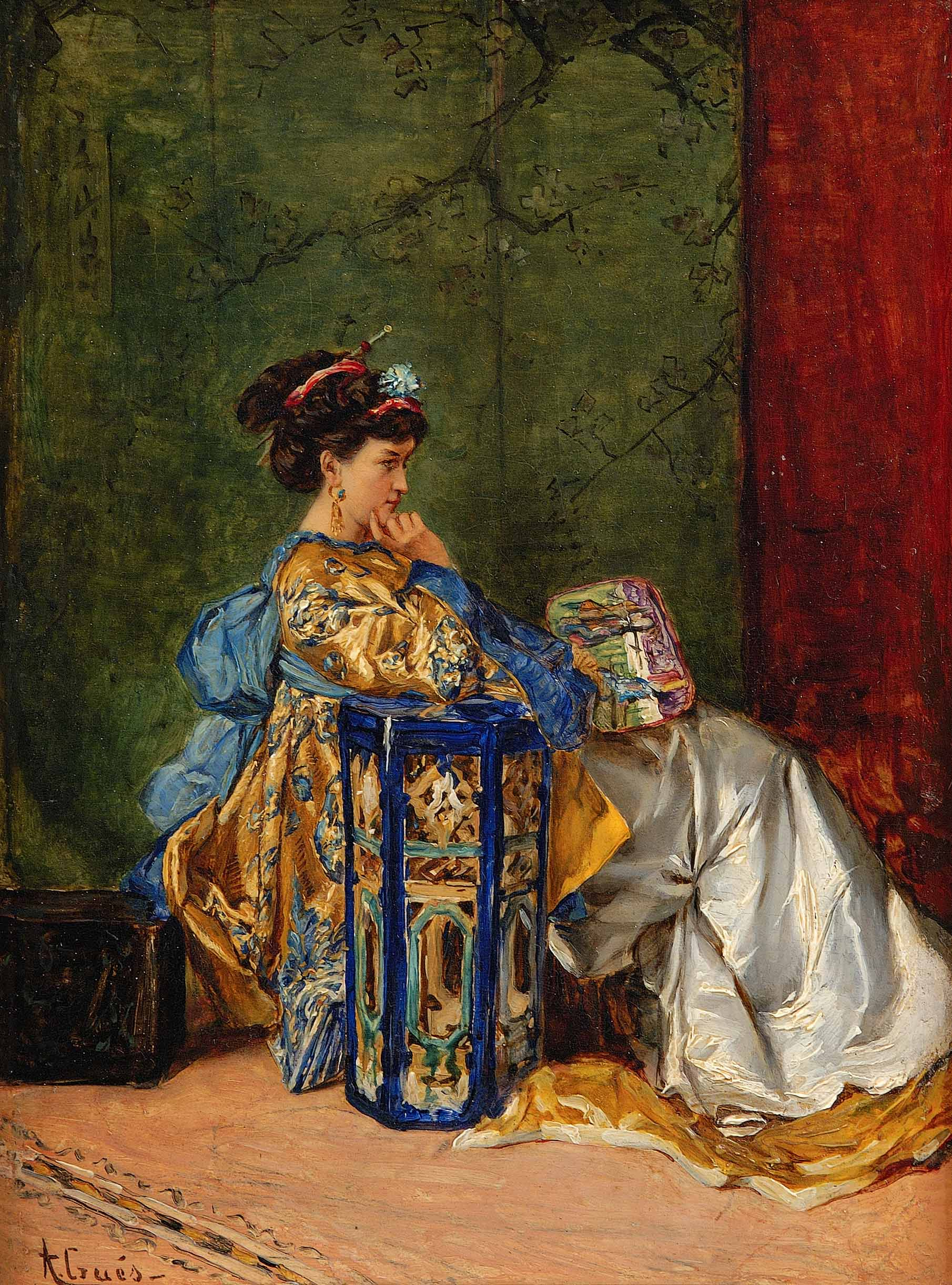
Jeune femme dans un intérieur oriental, huile sur bois, époque 1870